# Göltzschtals voetbalkampioenschap
Het Göltzschtals voetbalkampioenschap (Duits: Gauliga Göltzschtal)  was een van de regionale voetbalcompetities van de Midden-Duitse voetbalbond, die bestond van 1912 tot 1930. In de competitie speelden clubs uit de regio van de rivier Göltzsch. De kampioen plaatste zich telkens voor de Midden-Duitse eindronde en maakte zo ook kans op de nationale eindronde.
Tijdens de Eerste Wereldoorlog werd de competitie gestaakt, in tegenstelling tot vele andere competities die wel gespeeld werden. In 1919 reorganiseerde de voetbalbond de competities. De competities van West-Saksen, Göltzschtal en Vogtland werden verenigd onder de nieuwe Kreisliga Westsachsen. Bij sommige andere Kreisliga's bracht dit weinig veranderingen met zich mee omdat de sterkere reeds bestaande competitie bleef verder bestaan en de andere competities gedegradeerd werden tot tweede klasse. Bij deze Kreisliga waren nu wel alle drie de competities vertegenwoordigd in de hoogste klasse. 
In 1923 werd deze hervorming ongedaan gemaakt en gingen de drie competities opnieuw zelfstandig verder als Gauliga Westsachsen, Gauliga Göltzschtal en Gauliga Vogtland.
Na seizoen 1930 werd de competitie ondergebracht in de competitie van Vogtland. De eerste twee seizoenen waren er twee aparte groepen waarvan de groepswinnaars elkaar bekampten voor een ticket naar de Midden-Duitse eindronde. In het laatste seizoen werden beide competities samen gevoegd. 

## Erelijst
- 1913 Falkensteiner FC
- 1914 Falkensteiner BC
- 1915-1923 Geen competitie
- 1924 SpVgg 06 Falkenstein
- 1925 SpVgg 06 Falkenstein
- 1926 FC Reichenbach
- 1927 SpVgg 06 Falkenstein
- 1928 SpVgg 06 Falkenstein
- 1929 SpVgg 06 Falkenstein
- 1930 SpVgg 06 Falkenstein

### Seizoenen
Voor een overzicht van het aantal seizoenen in de competitie zie Gauliga Vogtland.
1912/13 · 1913/14 · 1923/24 · 1924/25 · 1925/26 · 1926/27 · 1927/28 · 1928/29 · 1929/30